# Rudolf Kroiß
Rudolf Kroiß (* 3. November 1965 in Vöcklabruck) ist ein oberösterreichischer Politiker (FPÖ) und seit 23. Oktober 2015 Landtagsabgeordneter, außerdem Bereichssprecher für Arbeitnehmer, Konsumentenschutz, Lehrlinge und Pendler.

## Leben
Nach dem Besuch der Pflichtschule machte Rudolf Kroiß von 1980 bis 1983 eine Ausbildung zum Tischler. Seit 1999 engagiert sich Kroiß zudem als Betriebsrat, ab 2004 als Vorsitzender. Zudem ist er ein vom Betriebsrat entsandtes Mitglied des Aufsichtsrates der Eternit-Werke.
Auf kommunaler Ebene ist Kroiß seit 1994 als Gemeinderat von Ottnang am Hausruck tätig; seit 1998 ist er Gemeindevorstand. Seit 2009 fungiert Kroiß als Kammerrat der Arbeiterkammer Oberösterreich. 2015 wurde er in den Oberösterreichischen Landtag gewählt.